# 24-es busz (Budapest)
A budapesti 24-es jelzésű autóbusz a Bosnyák tér és Rákospalota, Bogáncs utca között közlekedett. A vonalat a Budapesti Közlekedési Zrt. üzemeltette.

## Története
1929. november 30-án 24-es jelzéssel új járatot indított a Budapesti Autóbuszközlekedési Rt. az István út (Aréna út) és Pestújhely között. 1932-ben a késő esti órákban 24A jelzésű betétjáratot indítottak az Öv utcától Pestújhelyig. A második világháború alatt többször is szünetelt a közlekedés, míg 1946. október 29-én 24A jelzéssel az Öv utca és a Makszim Gorkij tér (mai Templom tér) között újra járt, később a 24-es is újraindult. 1947. szeptember 13-án megszűnt a betétjárat, szerepét részben a meghosszabbított 67-es villamos vette át. 1949. május 2-án a Hősök teréről a Bosnyák térhez helyezték át a végállomását, 1957-ben pedig a rákospalotai Czabán Samu térig (mai Széchenyi tér), míg 1963-ban a Vághó Ferenc utcáig hosszabbították. 1961. december 11-én újraindult a 24A betétjárat a Telepes utca és Rákospalota, Bocskai utca között; megszűnésének időpontja ismeretlen. 1966-ban 24Y jelzéssel elágazójárat indult a Bosnyák tér és az Erőkar között. 1972-ben a rákospalotai végállomásról tolatásos visszafordulás helyett a Régi Fóti út és a Bogáncs utca érintésével indult vissza a Bosnyák tér felé. 1973-ban a 24Y busz a 77-es jelzést kapta (2007-től 277-es). A 24-es buszok 1979-től az M3-as autópálya építése miatt útvonala módosult, a Felszabadulás útja helyett az Arany János utca és a Rákos út érintésével közlekedett. 2008. szeptember 6-án a 124-es jelzést kapta és a Régi Fóti út és Kossuth utca helyett a Szőcs Áron utca, a Hubay Jenő tér és a Sződliget utcán keresztül érte el a Közvágóhíd utcát.

## Útvonala
| Rákospalota, Bogáncs utca felé | Bosnyák tér felé |
| --- | --- |
| Bosnyák tér vá. – Csömöri út – Nagy Lajos király útja – Telepes utca – Öv utca – Erzsébet királyné útja – Rákospalotai körvasút sor – Árvavár utca – Bezsilla Nándor utca – Pestújhelyi út – Szerencs utca – Klapka György utca – Arany János utca – Rákos út – Régi Fóti út – Kossuth utca – Csobogós utca – Közvágóhíd utca – Esthajnal utca – Szántóföld utca – Régi Fóti út – Bogáncs utca – Rákospalota, Bogáncs utca vá. | Rákospalota, Bogáncs utca vá – Bogáncs utca – Esthajnal utca – Közvágóhíd utca – Csobogós utca – Kossuth utca – Régi Fóti út – Rákos út – Arany János utca – Klapka György utca – Bezsilla Nándor utca – Árvavár utca – Rákospalotai körvasút sor – Erzsébet királyné útja – Öv utca – Telepes utca – Fűrész utca – Csömöri út – Bosnyák tér vá. |

## Megállóhelyei
| 0  | Bosnyák tér végállomás                          | 28 | 7, 7, 32, 70, 73, 77, 173, Pólus 3, 62   |
| ∫  | Lőcsei út                                       | 27 | 70, 77                                   |
| 1  | Telepes utca                                    | ∫  | 70, 77                                   |
| 2  | Fűrész utca                                     | 26 | 70, 77                                   |
| 3  | Szentes utca                                    | 25 | 70                                       |
| 4  | Öv utca (↓) Telepes utca (↑)                    | 23 | 70                                       |
| 5  | Kerékgyártó utca                                | 22 | 70                                       |
| 6  | Szuglói körvasút sor (↓) Öv utca (↑)            | 21 | 25, 67V, 70 62, 69                       |
| 7  | Árvavár utca                                    | 20 | Palota                                   |
| 8  | Ady Endre utca                                  | 19 |                                          |
| 9  | Pestújhelyi tér                                 | 19 |                                          |
| 10 | Emlék tér                                       | 18 |                                          |
| 11 | Apolló utca                                     | 17 | 231, Palota                              |
| 12 | Templom tér                                     | 16 |                                          |
| 13 | Szerencs utca (↓) Pestújhelyi út (↑)            | 15 |                                          |
| 14 | Bánkút utca                                     | 14 | 231 69                                   |
| 15 | Bercsényi Miklós utca                           | 13 | 25, 96 Helyközi buszok Távolsági járatok |
| ∫  | Damjanich János utca                            | 12 | 25, 96 Helyközi buszok Távolsági járatok |
| 15 | Klapka György utca                              | 10 |                                          |
| 17 | Rákos út (SZTK) (↓) Arany János utca (SZTK) (↑) | 9  | 25, 25A, 96, Palota                      |
| 19 | Szentmihályi út (↓) Rákos út (↑)                | 8  | 96, 96, 96A, 231, Palota                 |
| 20 | Cserba Elemér utca (↓) Epres sor (↑)            | 7  | 231                                      |
| 21 | Csillagos köz (↓) Kazinczy utca (↑)             | 6  | 231                                      |
| ∫  | Régi Fóti út                                    | 5  | 104, 231                                 |
| 22 | Kossuth utca                                    | 4  | 104, 231                                 |
| 23 | Csobogós utca                                   | 3  | 70, 104, 170, 231, Palota 12             |
| 25 | Esthajnal utca (↓) Közvágóhíd utca (↑)          | 2  | 70, 170, Palota                          |
| 26 | Vághó Ferenc utca                               | ∫  |                                          |
| 27 | Szántóföld út                                   | ∫  |                                          |
| 28 | Sportcentrum                                    | ∫  |                                          |
| 29 | Régi Fóti út                                    | ∫  | Palota Helyközi buszok                   |
| ∫  | Kosd utca                                       | 1  | Palota                                   |
| 30 | Rákospalota, Bogáncs utca végállomás            | 0  | Palota                                   |